# Bušetina
Bušetina is een plaats in de gemeente Špišić Bukovica in de Kroatische provincie Virovitica-Podravina. De plaats telt 891 inwoners (2001).